# Вальдсгут (район)
Район Вальдсгут (нім. Landkreis Waldshut) — район землі Баден-Вюртемберг, Німеччина. Район підпорядкований урядовому округу Фрайбург. Центром району є місто Вальдсгут-Тінген. Населення становить 171 237 ос. (станом на 31 грудня 2020), площа  — 1 131,19 км². 

## Демографія
Густота населення в районі становить 147 чол./км².
| Рік            | Населення |
| -------------- | --------- |
| 31 грудня 1973 | 143.389   |
| 31 грудня 1975 | 142.920   |
| 31 грудня 1980 | 143.647   |
| 31 грудня 1985 | 145.586   |
| 27 травня 1987 | 144.883   |

| Рік             | Населення |
| --------------- | --------- |
| 31. грудня 1990 | 155.221   |
| 31. грудня 1995 | 163.326   |
| 31. грудня 2000 | 164.944   |
| 31. грудня 2005 | 167.274   |
| 31. грудня 2010 | 166.140   |

## Міста і громади
Район поділений на 7 міст, 25 громад.